# Ледюк
Ледюк (англ. Leduc) — місто в Канаді, у провінції Альберта, центр однойменного муніципального району.

## Населення
За даними перепису 2016 року, місто нараховувало 29993 особи, показавши зростання на 23,4%, порівняно з 2011-м роком. Середня густина населення становила 706,7 осіб/км².
З офіційних мов обидвома одночасно володіли 1 640 жителів, тільки англійською — 27 930, тільки французькою — 20, а 65 — жодною з них. Усього 2,550 осіб вважали рідною мовою не одну з офіційних, з них 25 — одну з корінних мов, а 115 — українську.
Працездатне населення становило 17 060 осіб (73,5% усього населення), рівень безробіття — 9,3% (11% серед чоловіків та 7,4% серед жінок). 89,6% осіб були найманими працівниками, а 9,4% — самозайнятими.
Середній дохід на особу становив $59 195 (медіана $46 538), при цьому для чоловіків — $78 361, а для жінок $40 479 (медіани — $65 733 та $32 531 відповідно).
33,1% мешканців мали закінчену шкільну освіту, не мали закінченої шкільної освіти — 17,8%, 49,1% мали післяшкільну освіту, з яких 26,1% мали диплом бакалавра, або вищий, 50 осіб мали вчений ступінь.
| Статево-вікова структура населення | Статево-вікова структура населення | Статево-вікова структура населення | Статево-вікова структура населення | Статево-вікова структура населення |
| ---------------------------------- | ---------------------------------- | ---------------------------------- | ---------------------------------- | ---------------------------------- |
|                                    |                                    |                                    |                                    |                                    |
| Всього                             | Всього                             | 49,3%50,7%                         |                                    |                                    |
| 0 — 14 років                       | 0 — 14 років                       |                                    | 21,4%                              | 21,4%                              |
| 15 — 64 років                      | 15 — 64 років                      |                                    | 66,4%                              | 66,4%                              |
| 65 і більше                        | 65 і більше                        |                                    | 12,1%                              | 12,1%                              |
| 85 і більше                        | 85 і більше                        |                                    | 1,6%                               | 1,6%                               |
| 100 і більше                       | 100 і більше                       |                                    | 0,1%                               | 0,1%                               |
| Середній вік (років)               | Середній вік (років)               | 35,537,4                           | 36,5                               | 36,5                               |
| Медіана (років)                    | Медіана (років)                    | 34,435,7                           | 35,0                               | 35,0                               |
| — чоловіки — жінки                 |                                    |                                    |                                    |                                    |

| Походження мешканців:     | Походження мешканців:     | Походження мешканців: | Походження мешканців: | Походження мешканців: |
| ------------------------- | ------------------------- | --------------------- | --------------------- | --------------------- |
| Походження                |                           |                       | осіб                  | %                     |
| Корінні американці        | Корінні американці        |                       | 2 190                 | 7.3%                  |
| Інше північноамериканське | Інше північноамериканське |                       | 9 345                 | 31.16%                |
| Європейське               | Європейське               |                       | 21 950                | 73.18%                |
| британське                | британське                |                       | 13 655                | 45.53%                |
| французьке                | французьке                |                       | 4 060                 | 13.54%                |
| українське                | українське                |                       | 3 930                 | 13.1%                 |
| Латинськоамериканське     | Латинськоамериканське     |                       | 155                   | 0.52%                 |
| Карибське                 | Карибське                 |                       | 255                   | 0.85%                 |
| Африканське               | Африканське               |                       | 455                   | 1.52%                 |
| Азійське                  | Азійське                  |                       | 2 325                 | 7.75%                 |
| Океанійське               | Океанійське               |                       | 60                    | 0.2%                  |

| Зайнятість населення за галузями (за класифікацією NOC): | Зайнятість населення за галузями (за класифікацією NOC): | Зайнятість населення за галузями (за класифікацією NOC): | Зайнятість населення за галузями (за класифікацією NOC): | Зайнятість населення за галузями (за класифікацією NOC): |
| -------------------------------------------------------- | -------------------------------------------------------- | -------------------------------------------------------- | -------------------------------------------------------- | -------------------------------------------------------- |
|                                                          |                                                          |                                                          |                                                          |                                                          |
| Управління                                               | Управління                                               |                                                          | 10,7%                                                    | 10,7%                                                    |
| Бізнес, фінанси та адміністрування                       | Бізнес, фінанси та адміністрування                       |                                                          | 16,2%                                                    | 16,2%                                                    |
| Природничі та прикладні науки                            | Природничі та прикладні науки                            |                                                          | 4,8%                                                     | 4,8%                                                     |
| Охорона здоров'я                                         | Охорона здоров'я                                         |                                                          | 4,4%                                                     | 4,4%                                                     |
| Освіта, правозахист, муніципальні та урядові служби      | Освіта, правозахист, муніципальні та урядові служби      |                                                          | 8,3%                                                     | 8,3%                                                     |
| Мистецтво, культура, відпочинок та спорт                 | Мистецтво, культура, відпочинок та спорт                 |                                                          | 1,3%                                                     | 1,3%                                                     |
| Роздрібна торгівля та послуги                            | Роздрібна торгівля та послуги                            |                                                          | 24%                                                      | 24%                                                      |
| Гуртова торгівля, транспорт та обладнання                | Гуртова торгівля, транспорт та обладнання                |                                                          | 24%                                                      | 24%                                                      |
| Природні ресурси, сільське господарство                  | Природні ресурси, сільське господарство                  |                                                          | 3,6%                                                     | 3,6%                                                     |
| Виробництво                                              | Виробництво                                              |                                                          | 2,6%                                                     | 2,6%                                                     |

## Клімат
Середня річна температура становить 2,8°C, середня максимальна – 21,3°C, а середня мінімальна – -19,9°C. Середня річна кількість опадів – 494 мм.
| Клімат поселення                              | Клімат поселення | Клімат поселення | Клімат поселення | Клімат поселення | Клімат поселення | Клімат поселення | Клімат поселення | Клімат поселення | Клімат поселення | Клімат поселення | Клімат поселення | Клімат поселення | Клімат поселення |
| Показник                                      | Січ.             | Лют.             | Бер.             | Квіт.            | Трав.            | Черв.            | Лип.             | Серп.            | Вер.             | Жовт.            | Лист.            | Груд.            |                  |
| Середній максимум, °C                         | −6,93            | −3,38            | 1,91             | 10,56            | 16,97            | 20,94            | 21,30            | 20,67            | 15,56            | 9,95             | 0,48             | −5,46            |                  |
| Середня температура, °C                       | −13,4            | −9,82            | −4,54            | 4,11             | 10,51            | 14,50            | 16,32            | 15,70            | 10,59            | 5,00             | −4,51            | −10,44           |                  |
| Середній мінімум, °C                          | −19,86           | −16,28           | −11              | −2,35            | 4,06             | 8,03             | 11,34            | 10,71            | 5,60             | 0,00             | −9,48            | −15,41           |                  |
| Норма опадів, мм                              | 24               | 14               | 20               | 28               | 51               | 86               | 98               | 67               | 47               | 22               | 19               | 18               |                  |
| Середньомісячна швидкість вітру, м/с          | 3.20             | 3.30             | 3.40             | 3.70             | 3.70             | 3.30             | 3.00             | 2.90             | 3.10             | 3.40             | 3.30             | 3.29             |                  |
| Середньомісячна сонячна радіація, кДж/м²·день | 3515             | 7052             | 12143            | 17220            | 20415            | 22035            | 22240            | 18707            | 12716            | 7582             | 3887             | 2609             |                  |
| --------------------------------------------- | ---------------- | ---------------- | ---------------- | ---------------- | ---------------- | ---------------- | ---------------- | ---------------- | ---------------- | ---------------- | ---------------- | ---------------- | ---------------- |
| Джерело:                                      |                  |                  |                  |                  |                  |                  |                  |                  |                  |                  |                  |                  |                  |

## Галерея

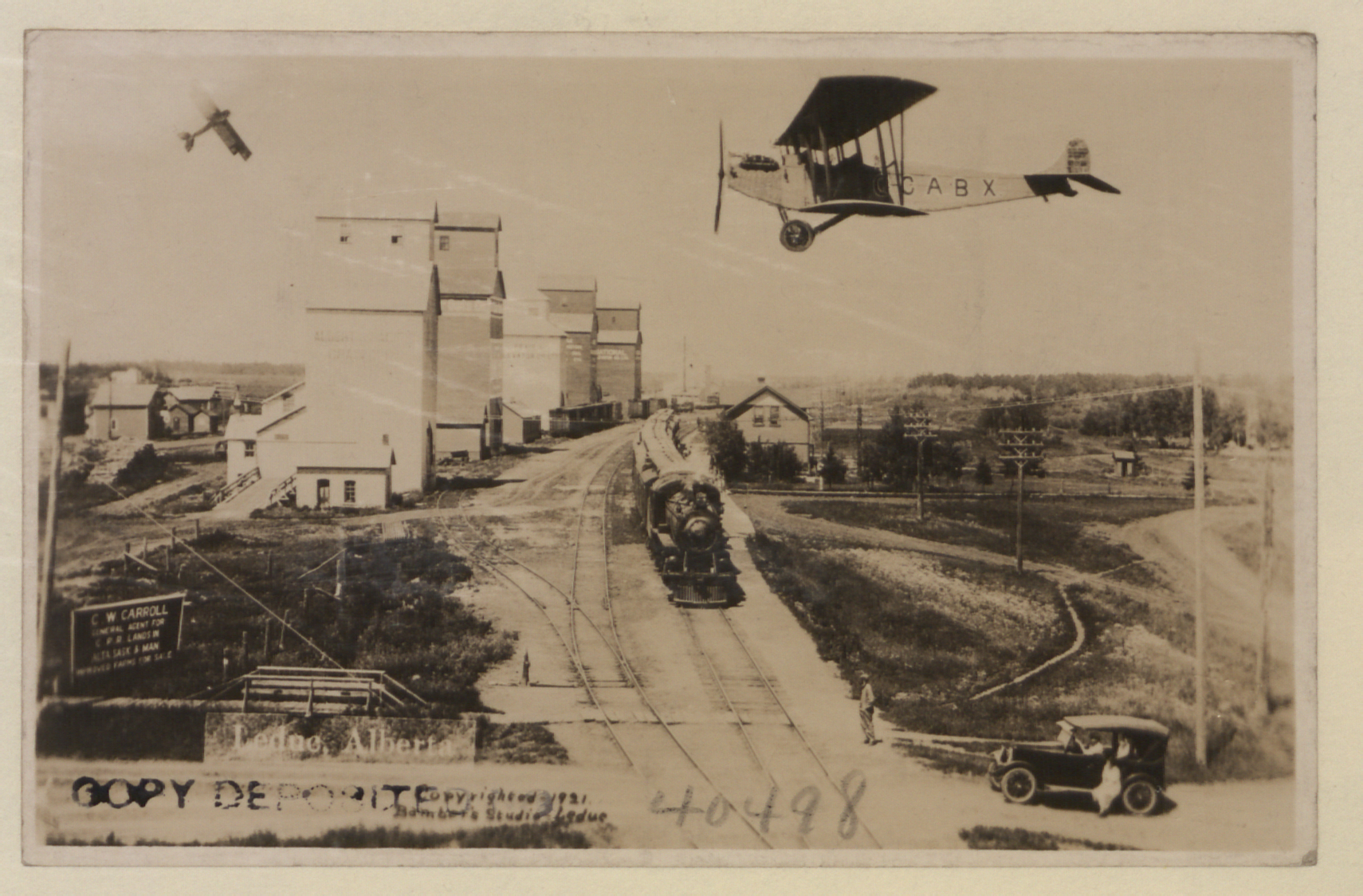
Ледюк у 1922 році
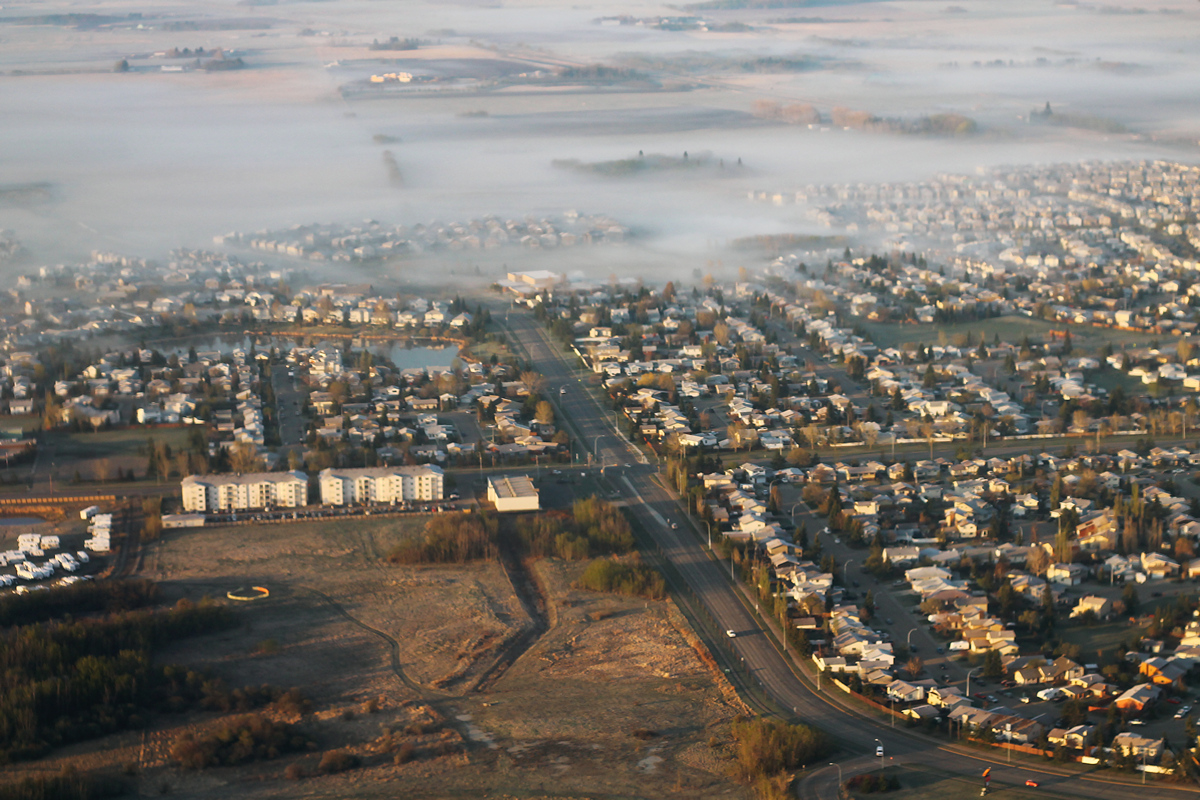
Туманний ранок (травень 2015)
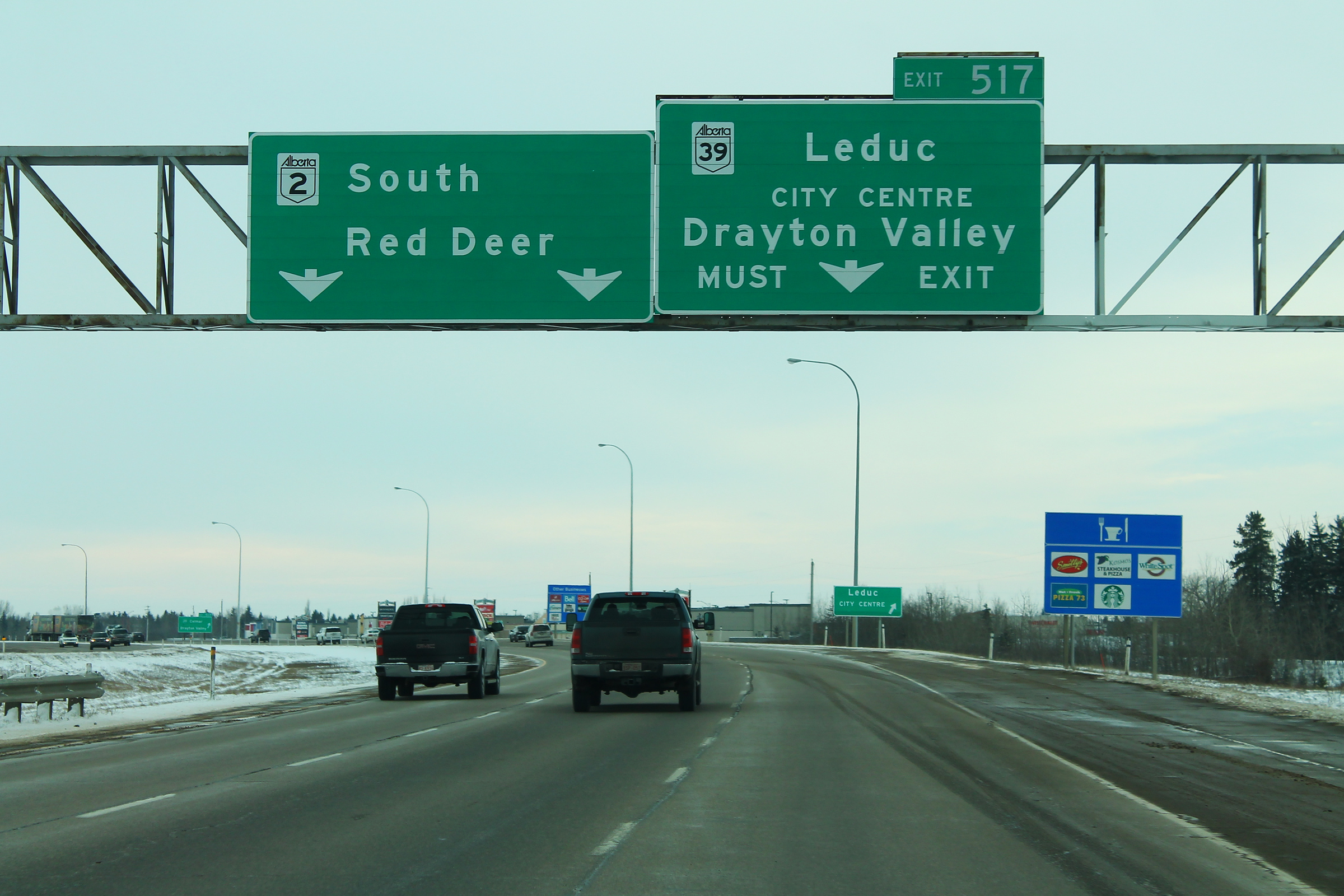
Автошлях 2 Альберти (Автошлях королеви Єлизавети II) (березень 2017)